# Lozničko Polje
Lozničko Polje (izvirno srbsko Лозничко Поље) je naselje v Srbiji, ki upravno spada pod Mesto Loznica; slednje pa je del Mačvanskega upravnega okraja.

## Demografija
V naselju živi 6190 polnoletnih prebivalcev, pri čemer je njihova povprečna starost 37,5 let (36,6 pri moških in 38,4 pri ženskah). Naselje ima 2432 gospodinjstev, pri čemer je povprečno število članov na gospodinjstvo 3,26.
To naselje je, glede na rezultate popisa iz leta 2002, večinoma srbsko, a v času zadnjih 3 popisov je opazen porast števila prebivalcev.
|  |

| Demografija | Demografija     | Demografija     |
| Leto        | Št. prebivalcev | Št. prebivalcev |
| ----------- | --------------- | --------------- |
|             |                 |                 |
|             |                 |                 |
|             |                 |                 |
|             |                 |                 |
| 1948        | 1251            |                 |
| 1953        | 1712            |                 |
| 1961        | 3033            |                 |
| 1971        | 5075            |                 |
| 1981        | 6094            |                 |
| 1991        | 7188            | 7007            |
| 2002        | 8188            | 7922            |
|             |                 |                 |

| Etnična sestava po popisu iz leta 2002 | Etnična sestava po popisu iz leta 2002 | Etnična sestava po popisu iz leta 2002 | Etnična sestava po popisu iz leta 2002 | Etnična sestava po popisu iz leta 2002 |
| -------------------------------------- | -------------------------------------- | -------------------------------------- | -------------------------------------- | -------------------------------------- |
| Srbi                                   | Srbi                                   |                                        | 7.740                                  | 97,70%                                 |
| Muslimani                              | Muslimani                              |                                        | 33                                     | 0,41%                                  |
| Črnogorci                              | Črnogorci                              |                                        | 11                                     | 0,13%                                  |
| Hrvati                                 | Hrvati                                 |                                        | 9                                      | 0,11%                                  |
| Jugoslovani                            | Jugoslovani                            |                                        | 9                                      | 0,11%                                  |
| Makedonci                              | Makedonci                              |                                        | 4                                      | 0,05%                                  |
| Rusi                                   | Rusi                                   |                                        | 2                                      | 0,02%                                  |
| Romi                                   | Romi                                   |                                        | 2                                      | 0,02%                                  |
| Madžari                                | Madžari                                |                                        | 2                                      | 0,02%                                  |
| Čehi                                   | Čehi                                   |                                        | 1                                      | 0,01%                                  |
| Ukrajinci                              | Ukrajinci                              |                                        | 1                                      | 0,01%                                  |
| Slovenci                               | Slovenci                               |                                        | 1                                      | 0,01%                                  |
| Slovaki                                | Slovaki                                |                                        | 1                                      | 0,01%                                  |
| Bošnjaki                               | Bošnjaki                               |                                        | 1                                      | 0,01%                                  |
| Neznano                                | Neznano                                |                                        | 33                                     | 0,41%                                  |